# La Pitaya
La Pitaya är en ort i Mexiko.   Den ligger i kommunen Ciudad Valles och delstaten San Luis Potosí, i den centrala delen av landet, 290 km norr om huvudstaden Mexico City. La Pitaya ligger 144 meter över havet och antalet invånare är 260.
Terrängen runt La Pitaya är kuperad västerut, men österut är den platt. Runt La Pitaya är det ganska tätbefolkat, med 78 invånare per kvadratkilometer. Närmaste större samhälle är Ciudad Valles, 11,5 km öster om La Pitaya. Omgivningarna runt La Pitaya är en mosaik av jordbruksmark och naturlig växtlighet.